# ۱٬۴-دیازپین
۱،۴-دیازپین (به انگلیسی: 1,4-Diazepine) با فرمول شیمیایی C۵H۶N۲ یک ترکیب شیمیایی با شناسه پاب‌کم ۲۱۹۴۰۶۶۲ است. که جرم مولی آن ۹۴٫۱۱۴۵۴ g/mol می‌باشد. 